# Oncocnemis kaszabi
Oncocnemis kaszabi là một loài bướm đêm trong họ Noctuidae.